# Daniel Tetour
Daniel Tetour (* 17. července 1994 Praha) je český profesionální fotbalista, který hraje na pozici středního záložníka za kyperský klub Ethnikos Achnas. Je také bývalým českým mládežnickým reprezentantem. 

## Klubová kariéra
Daniel Tetour začínal s kopanou v Čechii Smíchov, odkud odešel ve svých 8 letech do Sparty Praha. Ve Spartě prošel žákovskými kategoriemi až do mladšího dorostu.
Poté odešel do Dukly Praha. Do A-týmu tohoto pražského klubu se dostal v zimní přestávce sezóny 2014/15. Debut v české nejvyšší lize absolvoval 8. března 2015 proti Spartě Praha (prohra 0:3). V dresu pražské Dukly odehrál během pěti let přes 150 soutěžních utkání a stal se kapitánem mužstva, v roce 2019 s ní sestoupil do druhé ligy.
Po jedné sezóně v druhé lize přestoupil Tetour z Dukly Praha do Baníku Ostrava. V Baníku se rychle stal stabilním členem základní sestavy, ve své první sezóně odehrál 33 ligových zápasů, v nichž vstřelil 5 branek a přidal 4 asistence. Tetour se postupně vytrácel ze sestavy Baníku, pod trenérem Pavlem Hapalem nastupoval už, kvůli zranění, jen sporadicky. Dohromady v dresu Baníku nastoupil do 80 zápasů ve všech soutěžích a vstřelil 13 branek.
V únoru 2024 přestoupil Tetour do Liberce, se Slovanem smlouvu do konce sezony s opcí na další dva roky. V klubu se znovu sešel s trenérem Lubošem Kozlem, který si Tetoura si přivedl do Baníku z Dukly. V dresu Liberce odehrál Tetour jen 5 soutěžních utkání a v létě klub opustil jako volný hráč.
V červenci 2024 se Tetour po skončení angažmá v Liberci přesunul na Kypr, kde podepsal smlouvu s Ethnikosem Achnas.

## Reprezentační kariéra
Daniel Tetour je bývalým českým mládežnickým reprezentantem, hrál za týmy U20 a U21.

## Osobní život
Mezi jeho fotbalové vzory patří Tomáš Rosický, mezi záliby motocykly.
Jeho starším bratrem je fotbalový brankář David Tetour.